# 응우옌지에우호아
응우옌지에우호아(Nguyễn Diệu Hoa, 1969년 하노이 ~ )는 베트남의 모델이다. 1990년 미스 베트남 우승자이다.